# Peter van Walsum
Arnold Peter van Walsum (Rotterdam, 25 juni 1934 – Den Haag, 4 december 2019) was een Nederlands diplomaat. Hij was onder andere de persoonlijke afgezant voor de Westelijke Sahara van Ban Ki-moon, de secretaris-generaal van de Verenigde Naties.

## Levensloop
Peter van Walsum was de zoon van Gerard van Walsum, die onder meer burgemeester van Delft en Rotterdam was. Hij studeerde rechten aan de Universiteit Utrecht, waar hij in 1959 afstudeerde. Van 1960 tot 1962 vervulde hij zijn dienstplicht. Vervolgens werkte hij bij het Ministerie van Algemene Zaken, waarna hij van 1963 tot 2001 voor het Ministerie van Buitenlandse Zaken werkte.
Hij bekleedde een post bij de permanente missie van de NAVO in Parijs, en werkte vervolgens op de ambassade in Boekarest. Wegens enkele scherpe artikelen over het Kabinet-Den Uyl zou hij voor straf naar New Delhi zijn overgeplaatst. Na te hebben gevraagd waarom iemand, van wie men wist dat hij iets kon, naar een land werd overgeplaatst "waar hij alleen maar eens per maand de filmavond voor de Nederlandse gemeenschap moet organiseren" werd Van Walsum overgeplaatst naar Londen. Vervolgens werkte hij bij de permanente missie van de Europese Commissie in Brussel en op de ambassade te Bangkok (1985).
In 1989 werd hij door minister Hans van den Broek naar het Ministerie van Buitenlandse Zaken gehaald, waar hij directeur-generaal politieke zaken werd. Begin jaren 90 werd hij ambassadeur in Bonn waar hij een rel veroorzaakte door zijn kritiek op de in zijn ogen overhaaste Duitse erkenning van de onafhankelijkheid van Slovenië en Kroatië.
Minister Jozias van Aartsen benoemde Van Walsum ten slotte in New York, waar hij als permanent vertegenwoordiger bij de Verenigde Naties in 1999 de Nederlandse vertegenwoordiger in de Veiligheidsraad was en het hem meteen al lukte een rapport over Richard Butler (UNSCOM) openbaar te krijgen. In 1999-2000 was Van Walsum voorzitter van de Irak-Sanctiecommissie van de Verenigde Naties. Per 1 januari 2001 ging hij als permanent vertegenwoordiger met pensioen.
Van 2004 tot 2005 was hij Cleveringa-hoogleraar aan de Universiteit Leiden waar hij doceerde over vraagstukken van recht, vrijheid en verantwoordelijkheid. In juli 2005 werd hij door secretaris-generaal Kofi Annan benoemd tot diens persoonlijke afgezant in de Westelijke Sahara, als opvolger van de Peruaanse diplomaat Alvaro De Soto. In september 2008 liep zijn mandaat af.
Vanaf januari 2009 was Van Walsum lid van de Commissie-Davids die onderzoek deed naar de besluitvorming die leidde tot de Nederlandse deelname aan de Irakoorlog.
Van Walsum was gehuwd en heeft vier kinderen. Hij overleed in 2019 op 85-jarige leeftijd.

## Kritiek
De journalist Stan van Houcke verwijt Van Walsum dat deze als voorzitter van de sanctiecommissie medeschuldig is aan de dood van meer dan een half miljoen Iraakse kinderen. Van Houcke baseert zijn opvatting deels op een interview dat de journalist John Pilger in december 1999 met Van Walsum had. Destijds was Van Walsum de mening toegedaan dat Irak over massavernietigingswapens beschikte, wat in zijn ogen de sancties, en de gevolgen daarvan, rechtvaardigde.